# Вільгельм Ґреве
Вільгельм Ґеорг Ґре́ве (нім. Wilhelm Georg Grewe; 16 жовтня 1911 – 11 січня 2000) був німецьким дипломатом і професором міжнародного права. Він відіграв важливу роль у формулюванні доктрини Гальштайна. Він був експертом з міжнародного права та автором книги «Епоха історії народних прав» (1984), стандартної праці на цю тему.

## Академічна кар'єра
З 1930 по 1934 рік Ґреве вивчав право в Гамбурзі, Берліні, Фрайбурзі та Франкфурті. Потім він працював асистентом професора Ернста Форстгофа в Гамбурзькому університеті, а в 1936 році йому надано докторський ступінь (Dr. jur.). Його докторська дисертація мала назву «Gnade und Recht» («Милосердя і закон»). З 1936 по 1937 рік він працював у Кенігсберзькому університеті, а з 1937 по 1939 рік — у Німецькому інституті зовнішньополітичних досліджень (Deutsches Institut für außenpolitische Forschung) у Берліні, де він відповідав за міжнародне право.
З 1939 року Ґреве читав лекції у Вищій школі політики (Hochschule für Politik) у Берліні, яка в 1940 році була включена до складу нового Факультету іноземних мов (Auslandswissenschaftliche Fakultät) Берлінського університету імені Фрідріха Вільгельма, де він викладав курс «Правові основи зовнішньої політики». У 1941 році Ґреве отримав ступінь габілітації на основі роботи, яка пізніше стала частиною його книги «Epochen der Völkerrechtsgeschichte», і він читав лекції на факультеті іноземних мов та юридичному факультеті в Берліні. У 1942 році його призначено екстраординарним професором факультету іноземних мов, де він викладав «Правові основи зовнішньої політики» та «Політику прав народів» (Völkerrechtspolitik).
Після Другої світової війни Ґреве викладав у Ґеттінґенському університеті з 1945 до 1947 року, а потім у Фрайбурзі-ім-Брайсґау з 1947 року.

## Особисте життя
У 1943 році Ґреве одружився з Маріанною Парч.
Він є батьком Констанції Ґреве, колишньої судді Конституційного суду Боснії і Герцеговини.

## Дипломатична кар'єра
Вільгельм Ґреве служив під керівництвом Конрада Аденауера у повоєнні роки, з 1951 до 1955 року, очолив делегацію, яка вела переговори щодо припинення окупації Західної Німеччини союзниками, що сприяло підписанню Конвенції про відносини між трьома державами та Федеративною Республікою (Deutschlandvertrag) у 1954 році. У Міністерстві закордонних справ Західної Німеччини він став виконувачем обов'язків керівника юридичного відділу (1953). – 1954), керівником політичного відділу (1955) – 1958), а з 1954 до 1955 року він очолював делегацію спостерігачів Західної Німеччини на конференціях чотирьох держав у Берліні та Женеві. Ґреве відіграв важливу роль у формулюванні доктрини Гальштайна (1955-).
Ґреве обіймав посаду посла Західної Німеччини у Вашингтоні (1958–1962) та Токіо (1971–1976), а також був постійним представником Північноатлантичної ради у штаб-квартирах НАТО в Парижі та Брюсселі (1962–1971). З 1971 до 1976 року, перебуваючи в Токіо, він також виконував обов'язки посла Західної Німеччини в Монголії.

## Книги Вільгельма Ґ. Ґреве
- - Grewe, Wilhelm; Transl. and rev. by Michael Byers: The epochs of international law; de Gruyter; 2000; ISBN 3-11-015339-4
  - Grewe, Wilhelm: Epochen der Völkerrechtsgeschichte (2nd ed.); Nomos, 1988, ISBN 3-7890-1608-X (нім.)
  - Grewe, Wilhelm: Rückblenden; Propyläen, 1979; ISBN 3-549-07387-9 (partial memoirs) (нім.)